# Лапа (Карташу)
Лапа (порт. Lapa) — район (фрегезия) в Португалии, входит в округ Сантарен. Является составной частью муниципалитета Карташу. По старому административному делению входил в провинцию Рибатежу. Входит в экономико-статистический субрегион Лезирия-ду-Тежу, который входит в Рибатежу. Население составляет 1205 человек на 2001 год. Занимает площадь 6,28 км².
Покровителем района считается Святой Себастьян (порт. São Sebastião).